# Eparchie Kanjirapally
De eparchie Kanjirapally (Latijn: Dioecesis Kanirapallensis) is een Syro-Malabar-katholieke eparchie met als zetel Kanjirappally, in India. De eparchie is suffragaan aan de aartseparchie Changanacherry. 

## Geschiedenis
De eparchie werd opgericht op 26 februari 1977, uit delen van de aartseparchie Changanacherry.

## Parochies
De eparchie had in 2021 een oppervlakte van 1.980 km2 en telde 1.510.700 inwoners waarvan 11,7% rooms-katholiek was.

## Bisschoppen
- Joseph Powathil (26 februari 1977 - 5 november 1985)
- Mathew Vattackuzhy (20 december 1986 - 23 december 2000)
- Mathew Arackal (23 december 2000 - 15 januari 2020)
- Jose Pulickal (15 januari 2020 - heden; hulpbisschop sinds 12 januari 2016)

## Galerij van afbeeldingen

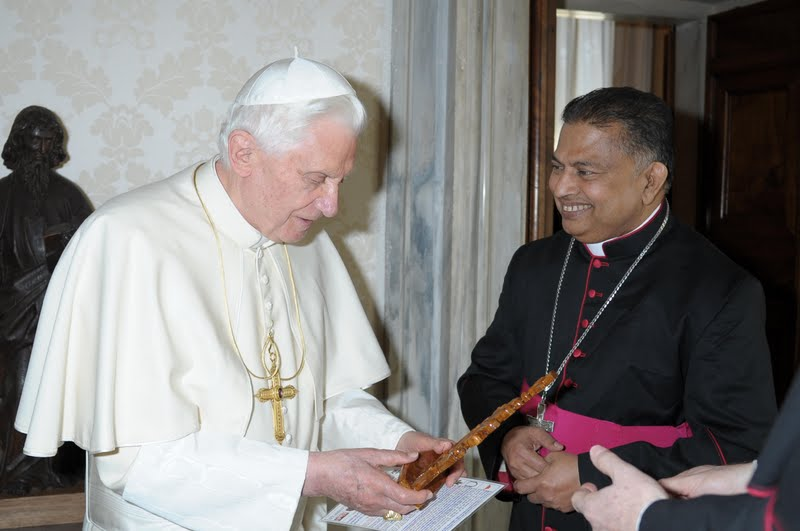
Bisschop Mathew Arackal (2000-2020) met paus Benedictus XVI

Changanacherry (aartseparchie) · Kanjirapally · Palai · Thuckalay